# Viva Piñata: Party Animals
Viva Piñata - Party Animals è un videogioco party, capitolo della serie Viva Piñata. Il gioco non è sviluppato come gli altri dalla Rareware, e non è un simulatore di un giardino ma un insieme di minigiochi e corse.

## Personaggi
- Hudson Horstachio: il cavallo mascotte della serie
- Paulie Pretzail: è una volpe
- Fudgehog: è un riccio
- Franklin Fizzlybear: è un orso
- Parrybo e Pudgeon: gli uccelli conduttori dei minigochi.